# 1700
| [ Edytuj tabelę ]              | |
| Król Polski                    | - 1696 August II Mocny 1706 |
| Współksiążęta Andory           | - 1695 Julià Cano i Thebar 1714 - 1643 Ludwik XIV 1715                                                                                          |
| Król Anglii i Szkocji          | - 1694 Wilhelm III Orański 1702 |
| Elektor Bawarii                | - 1679 Maksymilian II Emanuel 1726 |
| Elektor Brandenburgii          | - 1688 Fryderyk III 1701 |
| Sułtan Brunei                  | - 1690 Nassaruddin 1705 |
| Cesarz Chin                    | - 1661 Kangxi 1722 |
| Król Czech                     | - 1657 Leopold I Habsburg 1705 |
| Król Danii                     | - 1699 Fryderyk IV 1730 |
| Dalajlama                      | - 1683 Cangjang Gjaco 1706 |
| Cesarz Etiopii                 | - 1682 Ijasu Wielki 1706 |
| Król Francji                   | - 1643 Ludwik XIV 1715 |
| Król Hiszpanii                 | - 1665 Karol II 1700 - 1700 Filip V 1724 |
| Landgraf Hesji-Kassel          | - 1670 Karol I Heski 1730 |
| Stadhouder Holandii            | - 1672 Wilhelm III Orański 1702 |
| Szach Iranu                    | - 1694 Sultan Husajn 1722 |
| Państwo Wielkich Mogołów       | - 1658 Aurangzeb 1707 |
| Król Irlandii                  | - 1689 Wilhelm III Orański 1702 |
| Cesarz Japonii                 | - 1687 Higashiyama 1709 |
| Kalif                          | - 1695 Mustafa II 1703 |
| Patriarcha Konstantynopola     | - 1694 Kallinik II 1702 |
| Władca Korei                   | - 1674 Sukjong 1720 |
| Książę Kurlandii i Semigalii   | - 1698 Fryderyk Wilhelm Kettler 1711 |
| Książę Liechtensteinu          | - 1699 Jan Adam I 1712 |
| Sułtan Maroka                  | - 1672 Maulaj Isma’il 1727 |
| Książę Monako                  | - 1662 Ludwik I 1702 |
| Król Nawarry                   | - 1643 Ludwik XIV 1710 |
| Król Norwegii                  | - 1699 Fryderyk IV 1730 |
| Sułtan Omanu                   | - 1692 Sajf I ibn Sultan 1711 |
| Elektor Palatynatu             | - 1690 Jan Wilhelm 1716 |
| Papież                         | - 1691 Innocenty XII 1700 - 1700 Klemens XI 1721                                                                                                |
| Książę Parmy i Piacenzy        | - 1694 Franciszek 1727 |
| Król Portugalii                | - 1683 Piotr II 1706 |
| Książę w Prusach               | - 1688 Fryderyk 1701 |
| Car Rosji                      | - 1682 Piotr I Wielki 1725 |
| Cesarz Rzymski (niemiecki)     | - 1658 Leopold I Habsburg 1705 |
| Kapitanowie Regenci San Marino | - 1699 Francesco Maccioni Giovanni Antonio Fattori 1700 - 1700 Francesco Loli Baldassarre Tini 1700 - 1700 Ottavio Leonardelli Marino Beni 1701 |
| Elektor Saksonii               | - 1694 Fryderyk August I (król Polski) 1733 |
| Król Szwecji                   | - 1697 Karol XII 1718 |
| Król Tajlandii                 | - 1688 Phet Racha 1703 |
| Sułtan Turków                  | - 1695 Mustafa II 1703 |
| Doża Wenecji                   | - 1694 Silvestro Valiero 1700 - 1700 Alvise Mocenigo 1709                                                                                       |
| Król Węgier                    | - 1655 Leopold I 1705 |
| Książęta Wirtembergii          | - 1677 Eberhard Ludwik 1733 |

Rok 1700 / MDCC
stulecia: XVI wiek ~
XVII wiek ~
XVIII wiek

lata: 1690 «
1695 «
1696 «
1697 «
1698 «
1699 «
1700
» 1701
» 1702
» 1703
» 1704
» 1705
» 1710

## Wydarzenia w Polsce
- 18 listopada – wojna domowa na Litwie: bitwa pod Olkienikami – pogrom wszechwładnych dotąd na Litwie Sapiehów[1].

- August II w sojuszu z carem Rosji, Piotrem I, zaatakował Szwecję, by odebrać jej Inflanty[2].

## Wydarzenia na świecie
- Wybuch III wojny północnej pomiędzy Danią, Rosją, Rzecząpospolitą, Saksonią oraz Prusami i Hanowerem (w okresie późniejszym) z jednej strony a Szwecją z drugiej[3].

- 11 stycznia – w Rosji w miejsce kalendarza bizantyjskiego wprowadzono kalendarz juliański. Po 31 grudnia 7208 nastał 1 stycznia 1700 roku[4].
- 23 stycznia – Rosja zawiera układ pokojowy z Turcją w Stambule; w zamian za pokój Rosjanie rozwiązują swą flotę czarnomorską.
- 27 stycznia – tsunami nawiedza wyspę Honsiu.
- 14 lutego – Saksończycy zdobywają szwedzki fort Kobron pod Rygą[5]
- 22 lutego – Saksończycy uderzają na Rygę.
- 27 lutego – William Dampier odkrył Nową Brytanię na Pacyfiku.
- 1 marca – Dania przyjęła katolicki kalendarz gregoriański z 1582 roku, wraz z nią uczyniły to księstwa płn. Niemiec i Szwecja.
- 14 marca – Saksończycy zdobywają szwedzką twierdzę Dyjament pod Rygą[5]
- Kwiecień – pożar niszczy stolicę Etiopii Gondar.
- 11 lipca – w Berlinie powstała Pruska Akademia Nauk (Leibniz).
- 14 lipca – zawarto turecko-rosyjski traktat pokojowy w Konstantynopolu.
- Wrzesień – Jan Chrzciciel i Hiacynt od Aniołów (w wiele lat później beatyfikuje ich Jan Paweł II) poinformowali władze hiszpańskie w Meksyku o tajnych ceremoniach indiańskich, za co Indianie zabili ich. Władze ścinają ku przestrodze 15 Indian.
- 2 października – testament śmiertelnie chorego króla Hiszpanii Karola II przyznał wszystkie swe ziemie wnukowi Ludwika XIV księciu d'Anjou Filipowi.
- 16 listopada – Ludwik XIV akceptuje testament Karola II.
- 23 listopada – zwołano konklawe, na którym wybrano na papieża Klemensa XI.
- 30 listopada – III wojna północna: wojska szwedzkie pokonały armię rosyjską w bitwie pod Narwą.
- 16 grudnia – Leopold I Habsburg zgadza się na koronację Fryderyka I na króla Prus.

- Holandia jako jedyne państwo europejskie zmniejszyła swą flotę wojenną.
- Zrujnowana złymi rządami Hiszpania dysponuje tylko 20 000 źle wyposażonych żołnierzy i 20 lichymi okrętami.
- Hiszpania ogłasza monopol metropolii na handel wódką aguardiente w Kolumbii.
- Po raz pierwszy od 1648 powstały w Salzburgu duże budynki.
- W Moskwie umiera patriarcha Adrian. Piotr Wielki znosi urząd i tworzy podległy mu Najświętszy Synod.
- Wybudowano pierwszą brukowaną ulicę w Moskwie.
- W latach 1700–1710 powstało w Rosji 14 nowych hut.
- Do Rosji przybywa architekt Trezzini.
- Około 5-6% populacji brytyjskiej to żołnierze.
- Anglicy zaczynają zasiedlać Kajmany.
- William Penn organizuje comiesięczne spotkania zwolenników emancypacji murzynów.
- Założenie misji katolickiej San Xavier del Bac niedaleko Tucson.
- W Senegalu powstała grupa kobiet handlujących niewolnikami i zaopatrujących w nich Europejczyków.
- Wietnamczycy przejęli kontrolę nad Półwyspem Indochińskim.

## Urodzili się
- 8 stycznia - Augustyn Mirys, polski malarz pochodzenia szkockiego (zm. 1790)
- 2 lutego – Johann Christoph Gottsched, pisarz niemiecki (zm. 1766)
- 8 lutego – Daniel Bernoulli, matematyk szwajcarski (zm. 1782)
- 4 marca – Kazimierz Kierski, polski szlachcic, polityk (zm. 1788)
- 13 marca – Michel Blavet, flecista i kompozytor francuski (zm. 1768)
- 7 maja – Gerard van Swieten, holenderski lekarz (zm. 1772)
- 26 maja – Nikolaus von Zinzendorf, niemiecki reformator religijny, prekursor ruchu ekumenicznego (zm. 1760)
- 13 sierpnia – Henryk von Brühl, hrabia, pierwszy minister i faworyt Augusta III (zm. 1763)
- 9 września - Anna Zofia, księżna Saksonii-Coburg-Saalfeld (zm. 1780)
- 22 października - Helena Ogińska, polska szlachcianka (zm. 1790)
- 28 listopada - Zofia Magdalena, królowa Danii i Norwegii (zm. 1770)

- data dzienna nieznana: 
  - Philippe Buache, francuski geograf (zm. 1773)
  - Wacław Hieronim Sierakowski, polski duchowny katolicki, biskup przemyski (zm. 1780)

## Zmarli
- 12 stycznia – Małgorzata Bourgeoys, francuska zakonnica działająca w Kanadzie, założycielka Sióstr Naszej Pani z Montrealu, święta katolicka (ur. 1620)
- 12 maja – John Dryden poeta angielski (ur. 1631)
- 6 czerwca – Wespazjan Kochowski, polski poeta i historyk (ur. 1633)
- 16 września:
  - Hiacynt od Aniołów, indiański męczennik, błogosławiony katolicki (ur. ok. 1660)
  - Jan Chrzciciel, indiański męczennik, błogosławiony katolicki (ur. ok. 1660)
- 27 września – Innocenty XII, papież (ur. 1615)

## Święta ruchome
- Tłusty czwartek: 18 lutego
- Ostatki: 23 lutego
- Popielec: 24 lutego
- Niedziela Palmowa: 4 kwietnia
- Wielki Czwartek: 8 kwietnia
- Wielki Piątek: 9 kwietnia
- Wielka Sobota: 10 kwietnia
- Wielkanoc: 11 kwietnia
- Poniedziałek Wielkanocny: 12 kwietnia
- Wniebowstąpienie Pańskie: 20 maja
- Zesłanie Ducha Świętego: 30 maja
- Boże Ciało: 10 czerwca